# Johanna Almgren
Johanna "JoJo" Almgren, född 22 mars 1984 i Borås, är en svensk fotbollstränare och före detta fotbollsspelare (mittfältare). Hon spelade från 2004 i Kopparbergs/Göteborg FC och debuterade 2005 i det svenska landslaget. 2014 lade hon av som spelare på grund av långdragna skadebekymmer. Sedan 2024 är hon tillsammans med Daniel Angergård huvudtränare för Kristianstads DFF i damallsvenskan.

## Karriär

### Klubbfotboll
Almgren är från Borås, och hennes moderklubb är Borås GIF. På seniornivå spelade hon 2002 i Byttorps IF och året efter i Bälinge IF. Från och med 2004 års upplaga av damallsvenskan representerade hon Kopparbergs/Göteborg FC. Hennes position var på mittfältet.

### Landslaget
Johanna Almgren representerade fram till 2009 Sverige i ett 30-tal matcher i olika flick- och juniorlandslag.
Almgren debuterade i A-landslaget 24 september 2005, då Sverige besegrade Vitryssland med 6–0. Hon spelade mellan 2005 och 2013 totalt 48 landskamper men utan att göra några mål.
2007 var Johanna Almgren långtidsskadad på grund av brosk i knäet, vilket också påverkade 2008. Även senare hade Almgren problem med knäskador, och det krånglande knäet gjorde att hon inte kunde delta i 2013 års dam-EM på hemmaplan.

### Övrigt
Johanna Almgren var med i den trupp som representerade Sverige i sommar-OS 2008. Under turneringen fick hon, enligt vissa rapporter, en giftermålsförfrågan av Brasiliens stjärnspelare Ronaldinho. Almgren, som redan hade fast sällskap, lär dock ha tackat nej.
Under 2014 var hon assisterande tränare för BK Häckens U17-lag.

## Meriter
- OS 2008, 2012
- 44 A-landskamper (fram till hösten 2013)
- 14 U21-landskamper
- 11 F19-landskamper
- 8 F16-landskamper

## Seriematcher / seriemål
- 2004: 2 / 0
- 2005: 21 / 2
- 2006: 8 / 2
- 2007: 5 / 0
- 2008: 17 / 3[7]
- 2009: 22 / 2[7]
- 2010: 20 / 3[7]
- 2011: 21 / 5[7]
- 2012: 17 / 0[7]
- 2013: 5 / 0 (del av säsong)[7]

## Klubbar som spelare
- Borås GIF (moderklubb)
- Byttorps IF
- Bälinge IF
- Kopparbergs/Göteborgs FC (2004–2014)

## Klubbar som tränare
- Kungsbacka DFF (2015–2016)
- Östersunds FK (2017–2019)[10]
- Kristianstads DFF (2024–)